# 隱居吻鮋
隱居吻鮋（学名：Rhinopias aphanes），又名綴瓣鮋、石狗公、石頭魚，为輻鰭魚綱鮋形目鮋亞目鮋科吻鮋屬下的一个种，為熱帶海水魚，分布於西太平洋珊瑚海、巴布亞紐幾內亞、新喀里多尼亞等海域，棲息深度5-30公尺，體長可達25公分，棲息在珊瑚礁斜坡及軟底質底層水域，生活習性不明。

## 扩展阅读
- 維基物種上的相關：綴瓣吻鮋